# 東京三菱銀行

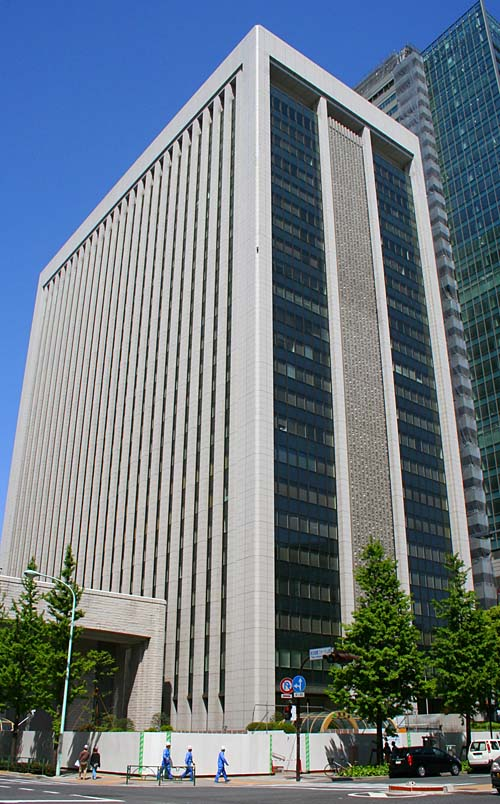
東京三菱銀行總行大樓，現為三菱東京UFJ銀行總行大樓

株式會社東京三菱銀行（英文名称：The Bank of Tokyo-Mitsubishi, Ltd.，略称：BTM）是日本一家過往的都市銀行。

## 历史
創立于1996年，是由三菱銀行合併專營外匯的東京銀行而組成的銀行。總行位于東京都千代田區（舊三菱銀行總行）。在2006年1月1日合并了UFJ銀行之后，更名為「三菱東京UFJ銀行」。